# Буя (Румунія)
Буя (рум. Buia) — село у повіті Сібіу в Румунії. Входить до складу комуни Шейка-Маре.
Село розташоване на відстані 222 км на північний захід від Бухареста, 23 км на північний схід від Сібіу, 103 км на південний схід від Клуж-Напоки, 109 км на захід від Брашова.

## Населення
За даними перепису населення 2002 року у селі проживали 634 особи.
Національний склад населення села:
| Національність | Кількість осіб | Відсоток |
| -------------- | -------------- | -------- |
| румуни         | 516            | 81,4 %   |
| угорці         | 104            | 16,4 %   |
| німці          | 11             | 1,7 %    |

Рідною мовою назвали:
| Мова      | Кількість осіб | Відсоток |
| --------- | -------------- | -------- |
| румунська | 519            | 81,9 %   |
| угорська  | 104            | 16,4 %   |
| німецька  | 11             | 1,7 %    |